# Saxicola
Saxicola là một chi chim trong họ Muscicapidae.